# Искра (област Силистра)
Вижте пояснителната страница за други значения на Искра.
Искра е село в Североизточна България. То се намира в община Ситово, област Силистра.

## География
Искра е най-голямото в община Ситово. Според текущата демографска статистика за населението на Националния Статистически Институт към 31.12.2018 г. населението на Искра е 1877 души. Селото се намира на около 30 км от град Силистра в малка долина сред равните поля на Добруджа, то е на около 400 км от столицата София. Искра е китно село, с богата растителност и е известно с кайсиевите си масиви. Землището е с площ от около 32 500 дка.
Климатът е умерен, характеризира се със студени зими и горещи лета характерни за местността. В землището на селото има язовир, където се лови шаран, каракуда (наричана още карас или таранка), толстолоб а понякога и сом.
Около селото има широколистни гори, където се срещат пернат дивеч, зайци, чакали, лисици и др.

## История
Селото е създадено през 50-те години на 20 век и е съставено от четири села – Айдоду (Изгрев), Безиргян (Милетич), Драгалина и Пабучулар (Чехлари).

## Икономика
Икономически селото е ориентирано аграрно, като основен дял имат пшеницата, царевицата и слънчогледът.
Поради наличието на голямо количество пасища и мери в района на селото животновъдството също се радва на популярност, като най-разпространени са говедовъдството (черношарена порода), овцевъдството (тънкорунни – вълнодайни породи).
Основното предприятие в селото е млекопреработвателното „Дестан“ ЕООД.

## Културни и природни забележителности
В селото има едно ОУ, „Стефан Караджа“, с директор г-жа Нурел Мустан. Училището е построено през 1936 година от колонистите македонци, чийто ръководител е Георги Тагаранов. Постройката се състои само от една учебна стая, а първия учител е Стефан Пампору. Българските деца се обучават заедно с румънските, но никак не им харесва, че учат румънски език. От 1940 година обучението се води на български език. В селото от различни места идват преселци. Първият български учител е Васил Стефанов Николов. През 1961/1962 година училището е приспособено за общежитие на училището в с. Нова Попина. Строи се нова сграда, която е завършена през 1962 г. и на 15 септември е тържествено открита. Директор на новооткритото училище става Боби Тодоров Бобев. Учителският колектив наброява 29 учители, а учениците са 467.
В селото има и две големи Джамии и една Църква. 

## Редовни събития
Всяка година на 24 май в селото протичат културна дейности и спортни събития като конни надбягвания свързани с празникът на селото.
1. ↑  www.grao.bg